# بلوم اونت فوس ب‌فاو ۲۲۲
بلوم اونت فوس ب‌فاو ۲۲۲ ویکینگ (به آلمانی: Blohm & Voss BV 222 Wiking) یک قایق پرنده شش‌موتوره تولید شرکت بلوم اونت فوس در آلمان بود که اواخر دهه ۱۹۳۰ در ابتدا به عنوان هواگرد ترابری-مسافربری طراحی شد و بعداً در جریان جنگ جهانی دوم در لوفت‌وافه خدمت کرد. این هواگرد بزرگ‌ترین هواگرد آب‌نشین آلمان در طول جنگ بود.

## طراحی، تولید و تاریخچه عملیاتی
این هواگرد در پاسخ به درخواست سال ۱۹۳۷ شرکت هواپیمایی لوفت‌هانزا برای یک هواگرد برد بلند ترابری-مسافربری توسط شرکت بلوم اونت فوس طراحی شد. سفارش تولید سه هواگرد با شش موتور شعاعی ۱۰۰۰ اسب بخاری ب‌ام‌و-برامو فافنیر ۳۲۳اِر ماه سپتامبر سال ۱۹۳۷ صادر گردید. کار تولید نخستین فروند از ماه ژانویه سال ۱۹۳۸ آغاز گشت. هواگرد دارای کفی بزرگ و بدون مانع بود که روی آن دیواره جداکننده میانی نداشت. تیرک اصلی بال‌های لوله‌ای‌شکل بود و محفظه‌های سوخت و روغن را نیز در خود جای می‌داد. شناورهای بیرونی دو تکه بودند تا به پهلو درون بال جمع شوند.
هلموت رودیش روز ۷ سپتامبر سال ۱۹۴۰ نخستین پیش‌نمونه را به پرواز درآورد. این پرواز به وضوح قابلیت‌های نظامی هواگرد را به نمایش گذاشت. مدت کوتاهی بعد درهای بزرگی برای ایفای وظیفه ترابری در لوفت‌وافه در آن نصب شد. پیش‌نمونه نخست روز ۱۰ ژوئیه سال ۱۹۴۱ نخستین سورتی نظامی خود را به انجام رساند. پس از مدتی خدمت در نروژ، به جبهه مدیترانه فرستاده شد تا برای نیروهای آلمانی از یونان به لیبی تدارکات حمل کند.
پیش‌نمونه‌های دوم و سوم دارای تسلیحات بودند و به ترتیب روزهای ۷ و ۲۸ نوامبر ۱۹۴۱ به هوا برخاستند. در هواگرد دوم از مسلسل کالیبر ۷٫۹۲ میلی‌متر ام‌گه ۸۱ در دماغه، چهار جایگاه میانه تنه و دو جایگاه در برجک‌های سقف و همچنین یک جفت مسلسل کالیبر ۱۳ میلی‌متر ام‌گه ۱۳۱ در دو جایگاه در کف مرکز بدنه استفاده شد. هواگرد سوم تنها همان یک مسلسل ام‌گه ۸۱ در دماغه را داشت. بعداً به پیش‌نمونه نخست نیز تسلیحات مشابه میانه و دماغه و یک مسلسل در برجک سقف افزوده شد.
پیش‌نمونه نخست ماه مه سال ۱۹۴۲ به اسکادران ترابری هوایی سی منتقل گشت. پیش‌نمونه دوم هم ماه اوت همان سال بدان پیوست.
علاوه بر سه پیش‌نمونه، پنج هواگرد با عنوان مدل ب‌فاو ۲۲۲ آ-۰ (فاو۴ تا فاو۸) و پنج هواگرد دیگر با عنوان ب‌فاو ۲۲۲ سی-۰ (فاو۹ تا فاو۱۳) تولید شدند. گروه دوم نیرومحرکه خود را از موتور دیزل یونکرس یومو ۲۰۷سی می‌گرفتند. در این گروه همچنین تسلیحات اصلاح و از موتور راکت برای یاری در هنگام برخاستن استفاده شد.
مدل ب‌فاو ۲۲۲ب طرحی برای استفاده از موتور یونکرس یومو ۲۰۸دی در هواگرد برای لوفت‌هانزا بود. مدل ب‌فاو ۲۲۲دی با موتور یومو ۲۰۷دی برای کاربرد نظامی بود. در دسترس نبودن این موتور موجب طرح مدل ب‌فاو ۲۲۲ایی با همان شش موتور شعاعی برامو فافنیر شد.
عملیات‌های ترابری در سال ۱۹۴۲ افزایش یافت. در این میان دو هواگرد فاو۶ و فاو۸ توسط نیروی هوایی بریتانیا سرنگون شدند. زان پس تا اوایل سال ۱۹۴۳ از این هواگردها در عملیات شبانه استفاده گشت. سپس هواگردهاب باقی‌مانده به بیسکاروس در جنوب غربی فرانسه فرستاده شدند تا در اسکادران ۲۲۲ شناسایی در ماموریت‌ها گشت دریایی خدمت کنند. برای این مأموریت مجهز به رادار و اودات ارتباط راه دور گردیدند. فاو-۳ و فاو-۵ هنگام فرود بر سطح آب غرق شدند. عملیات برای پشتیبانی از او-بوت‌ها در عمق اقیانوس اطلس ادامه پیدا کرد. یکی از هواگردها توسط توسط نیروهای هوایی بریتانیا ساقط گشت اما هواگرد دیگری توانست یک لانکاستر را سرنگون سازد.
ماه ژوئیه سال ۱۹۴۴ یگان پیشین منحل شد و هواگردهای ب‌فاو ۲۲۲ به وظایف ترابری بازگشتند. هفت فروند از آن‌ها تا پایان جنگ جهانی دوم باقی مانند. سه فروند به غنیمت متفقین درآمد و مورد ارزیابی قرار گرفت.

## مشخصات فنی
ب‌فاو ۲۲۲سی:
مشخصات عمومی
- خدمه: ۱۱ نفر
- طول: ۳۷ متر
- طول بال: ۴۶ متر
- ارتفاع: ۱۰٫۹ متر
- مساحت بال: ۲۵۵ متر مربع
- وزن خالی: ۳۰٬۶۵۰ کیلوگرم

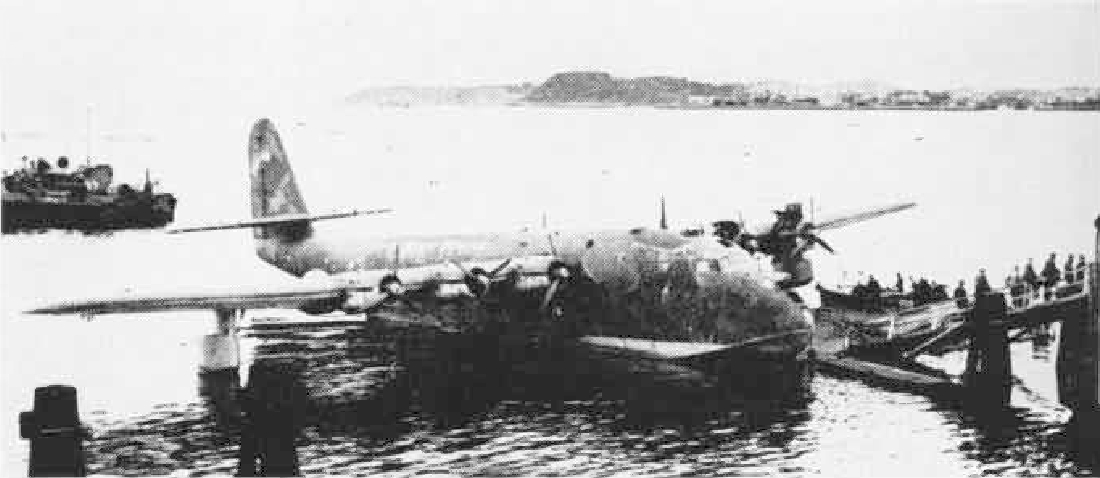
به‌غنیمت‌درآمده در نروژ

- حداکثر وزن هنگام برخاستن: ۴۹٬۰۰۰ کیلوگرم
- نیرومحرکه: ۶ × موتور دیزل دوازده سیلندر یونکرس یومو ۲۰۷سی: ۱٬۰۰۰ اسب بخار (۷۴۶ کیلووات)

عملکرد
- حداکثر سرعت: ۳۹۰ کیلومتر بر ساعت در ۵٬۰۰۰ متری
- پایاسیر: ۳۴۵ کیلومتر بر ساعت در ۵٬۵۵۰ متری
- سقف پرواز: ۷٬۳۰۰ متر
- حداکثر برد: ۶٬۰۹۵ کیلومتر

تسلیحات
- ب‌فاو ۲۲۲سی-۰۹: 
  - ۳ × مسلسل ام‌گه ۱۵۱ کالیبر ۲۰ میلی‌متر
  - ۵ × مسلسل ام‌گه ۱۳۱ در جایگاه‌های دفاعی مختلف